# WeatherTech SportsCar Championship 2024
Navigation
Édition précédente Édition suivante
La saison 2024 du WeatherTech SportsCar Championship est la onzième édition de cette compétition issue de la fusion des championnats American Le Mans Series et Rolex Sports Car Series. Il s'agit de la deuxième saison avec pour catégorie reine la catégorie GTP, composée des voitures type LMDh.
Au sein de ce championnat, une mini-série regroupant les cinq principales courses (24 Heures de Daytona, 12 Heures de Sebring, 6 Heures de Watkins Glen, Battle on the Bricks et Petit Le Mans) existe, dont Michelin reste partenaire en lui donnant le nom de Michelin Endurance Cup.

## Calendrier
| Rnd. | Course                                        | Durée               | Classes             | Circuit                        | Lieu          | État, Pays             | Date            |
| ---- | --------------------------------------------- | ------------------- | ------------------- | ------------------------------ | ------------- | ---------------------- | --------------- |
| 1    | Rolex 24 at Daytona                           | 24 heures           | Toutes              | Daytona International Speedway | Daytona Beach | Floride, États-Unis    | 27 & 28 janvier |
| 2    | Mobil 1 Twelve Hours of Sebring               | 12 heures           | Toutes              | Sebring International Raceway  | Sebring       | Floride, États-Unis    | 16 mars         |
| 3    | Acura Grand Prix of Long Beach                | 1 heure 40 minutes  | GTP & GTD           | Circuit urbain de Long Beach   | Long Beach    | Californie, États-Unis | 20 avril        |
| 4    | Motul Course de Monterey powered by Hyundai N | 2 heures 40 minutes | GTP, GTD Pro & GTD  | Circuit de Laguna Seca         | Monterey      | Californie, États-Unis | 12 mai          |
| 5    | Detroit Grand Prix                            | 1 heure 40 minutes  | GTP & GTD Pro       | Circuit urbain de Détroit      | Détroit       | Michigan, États-Unis   | 1 juin          |
| 6    | Sahlen's Six Hours of The Glen                | 6 heures            | Toutes              | Watkins Glen International     | Watkins Glen  | New York, États-Unis   | 23 juin         |
| 7    | Chevrolet Grand Prix                          | 2 heures 40 minutes | LMP2, GTD Pro & GTD | Canadian Tire Motorsport Park  | Bowmanville   | Ontario, Canada        | 14 juillet      |
| 8    | IMSA Sportscar Weekend                        | 2 heures 40 minutes | Toutes              | Road America                   | Elkhart Lake  | Wisconsin, États-Unis  | 4 août          |
| 9    | Michelin GT Challenge at VIR                  | 2 heures 40 minutes | GTD Pro & GTD       | Virginia International Raceway | Alton         | Virginie, États-Unis   | 25 août         |
| 10   | Tirerack.com Battle On The Bricks             | 6 heures            | Toutes              | Indianapolis Motor Speedway    | Speedway      | Indiana, États-Unis    | 22 septembre    |
| 11   | Motul Petit Le Mans                           | 10 heures           | Toutes              | Road Atlanta                   | Braselton     | Géorgie, États-Unis    | 12 octobre      |

## Engagés

### GTP

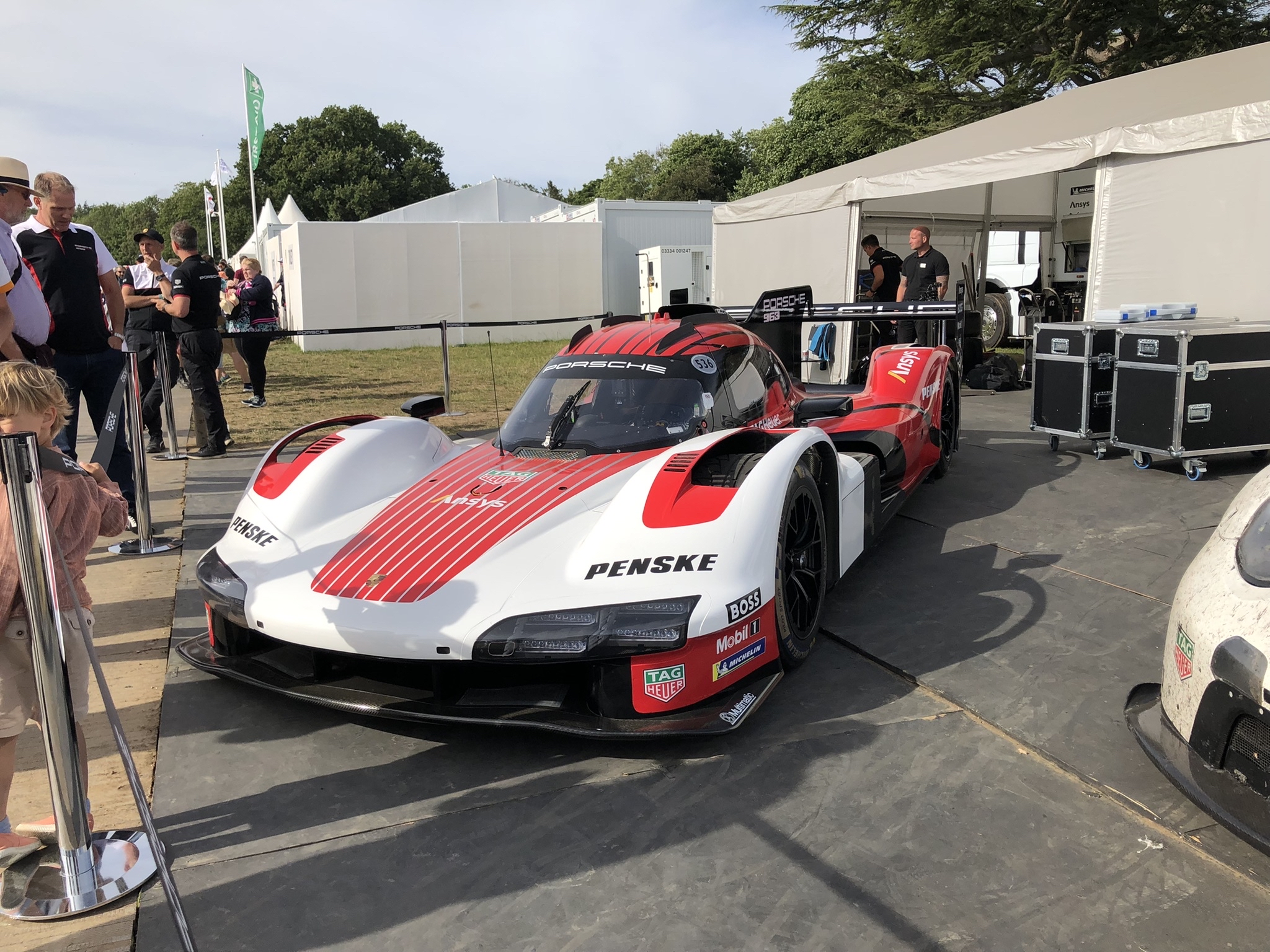
Porsche 963 lors du Goodwood Festival of Speed 2022.

La classe GTP est composée des voitures répondant aux réglementations LMDh, créée conjointement par l'IMSA et l'ACO.
La Balance des Performances (BOP) entre les GTP est vérifiée, avec notamment des essais en soufflerie pour mesurer les performances aérodynamiques des voitures. Les commissaires de l'IMSA testent et vérifient également les moteurs avec pour objectif de maintenir une puissance maximale de 600 ch et un niveau comparable de puissance et de couple.
Les pneus Michelin sont utilisés par toutes les voitures.
Cette saison, Lamborghini rejoint la catégorie avec une voiture répondant à la réglementation LMDh et engagée par Iron Lynx. Une seule Lamborghini SC63 est engagée et uniquement lors des courses comptant pour la Michelin Endurance Cup. De plus, même si les 24 Heures de Daytona comptent pour cette coupe, la Lamborghini SC63 n'y est pas engagée. L'écurie Wayne Taylor Racing engage une seconde Acura ARX-06. Deux Cadillac sont engagées; la Cadillac de l'écurie Chip Ganassi Racing et celle du Whelen Cadillac Racing. Porsche est représentée par trois équipes différentes et quatre voitures; Penske Motorsport en engage deux, alors que les deux écuries clientes, Proton Competition et JDC Miller Motorsports en engagent une chacune. La Porsche engagée par l'écurie Proton Competition change de livrée : elle n'est plus à dominante blanche, mais noire et dorée après un changement de sponsor.
| No. | Pays                    | Écurie                            | Voiture             | Pilotes                   | Pilotes                    | Pilotes                | Pilotes              |
| GTP | GTP                     | GTP                               | GTP                 | GTP                       | GTP                        | GTP                    | GTP                  |
| --- | ----------------------- | --------------------------------- | ------------------- | ------------------------- | -------------------------- | ---------------------- | -------------------- |
| 01  |                         | Cadillac Racing                   | Cadillac V-Series.R | Sébastien Bourdais (1-6)  | Renger van der Zande (1-6) | Scott Dixon (1-2)      | Álex Palou (1)       |
| 5   |                         | Proton Competition                | Porsche 963         | Gianmaria Bruni (1-6)     | Alessio Picariello (1-2)   | Romain Dumas (1)       | Neel Jani (1)        |
| 5   | Julien Andlauer (2)     | Proton Competition                | Porsche 963         | Mike Rockenfeller (3)     | Bent Viscaal (4-6)         |                        |                      |
| 6   |                         | Porsche Penske Motorsport         | Porsche 963         | Mathieu Jaminet (1-6)     | Nick Tandy (1-6)           | Kévin Estre (1)        | Laurens Vanthoor (1) |
| 6   | Frédéric Makowiecki (2) | Porsche Penske Motorsport         | Porsche 963         |                           |                            |                        |                      |
| 7   |                         | Porsche Penske Motorsport         | Porsche 963         | Dane Cameron (1-6)        | Felipe Nasr (1-6)          | Matt Campbell (1-2)    | Josef Newgarden (1)  |
| 10  |                         | Wayne Taylor Racing avec Andretti | Acura ARX-06        | Filipe Albuquerque (1-6)  | Ricky Taylor (1-6)         | Brendon Hartley (1-2)  | Marcus Ericsson (1)  |
| 24  |                         | BMW M Team RLL                    | BMW M Hybrid V8     | Philipp Eng (1-6)         | Jesse Krohn (1-6)          | Augusto Farfus (1-2)   | Dries Vanthoor (1)   |
| 25  |                         | BMW M Team RLL                    | BMW M Hybrid V8     | Connor De Phillippi (1-6) | Nick Yelloly (1-6)         | Maxime Martin (1-2)    | René Rast (1)        |
| 31  |                         | Whelen Cadillac Racing            | Cadillac V-Series.R | Jack Aitken (1-6)         | Pipo Derani (1-6)          | Tom Blomqvist (1-2, 6) |                      |
| 40  |                         | Wayne Taylor Racing avec Andretti | Acura ARX-06        | Louis Delétraz (1-6)      | Jordan Taylor (1-6)        | Colton Herta (1-2)     | Jenson Button (1)    |
| 63  |                         | Lamborghini Iron Lynx             | Lamborghini SC63    | Matteo Cairoli (2, 6)     | Andrea Caldarelli (2, 6)   | Romain Grosjean (2)    |                      |
| 85  |                         | JDC-Miller MotorSports            | Porsche 963         | Tijmen van der Helm (1-6) | Richard Westbrook (1-6)    | Phil Hanson (1-2, 6)   | Ben Keating (1)      |

### LMP2

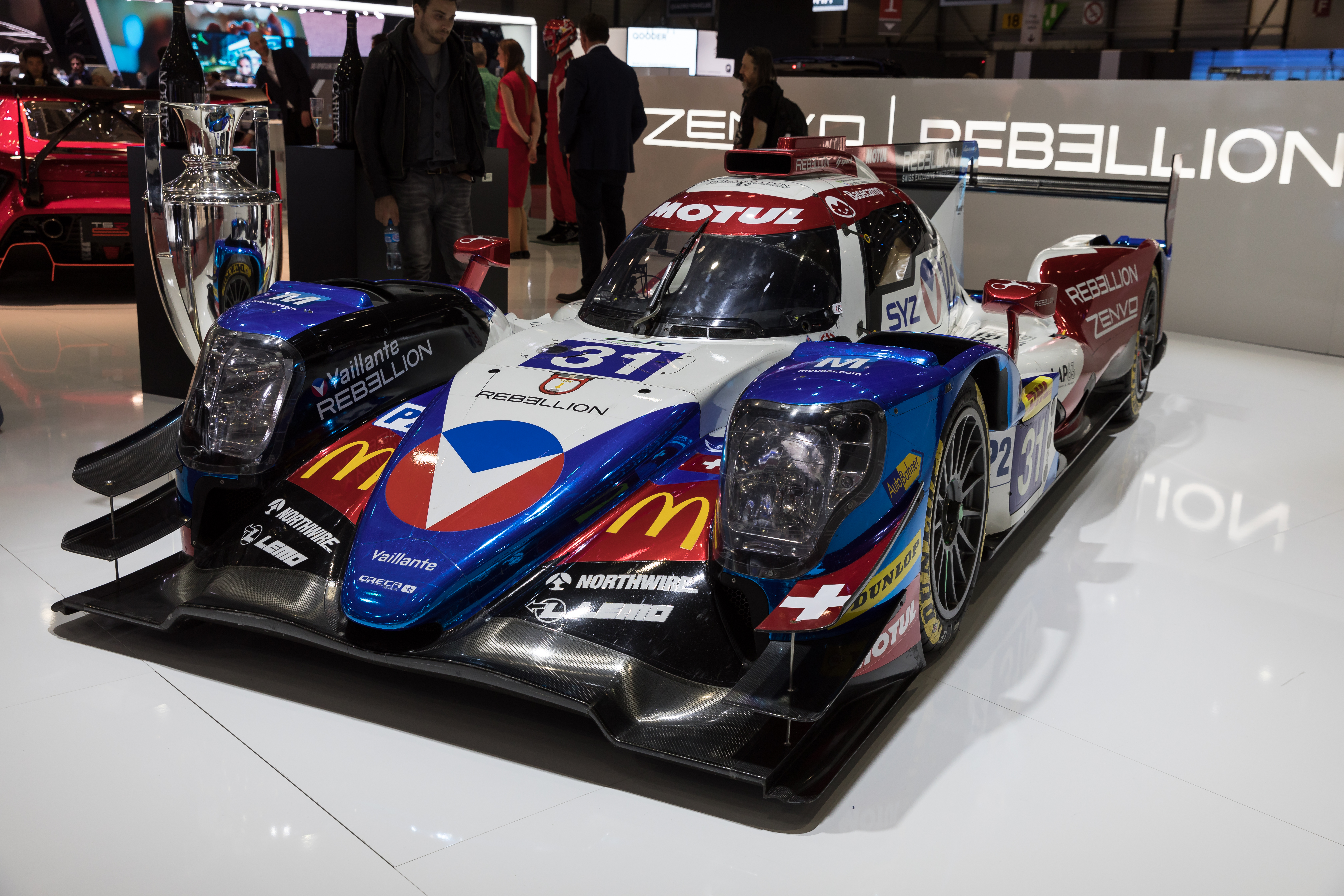
Oreca 07

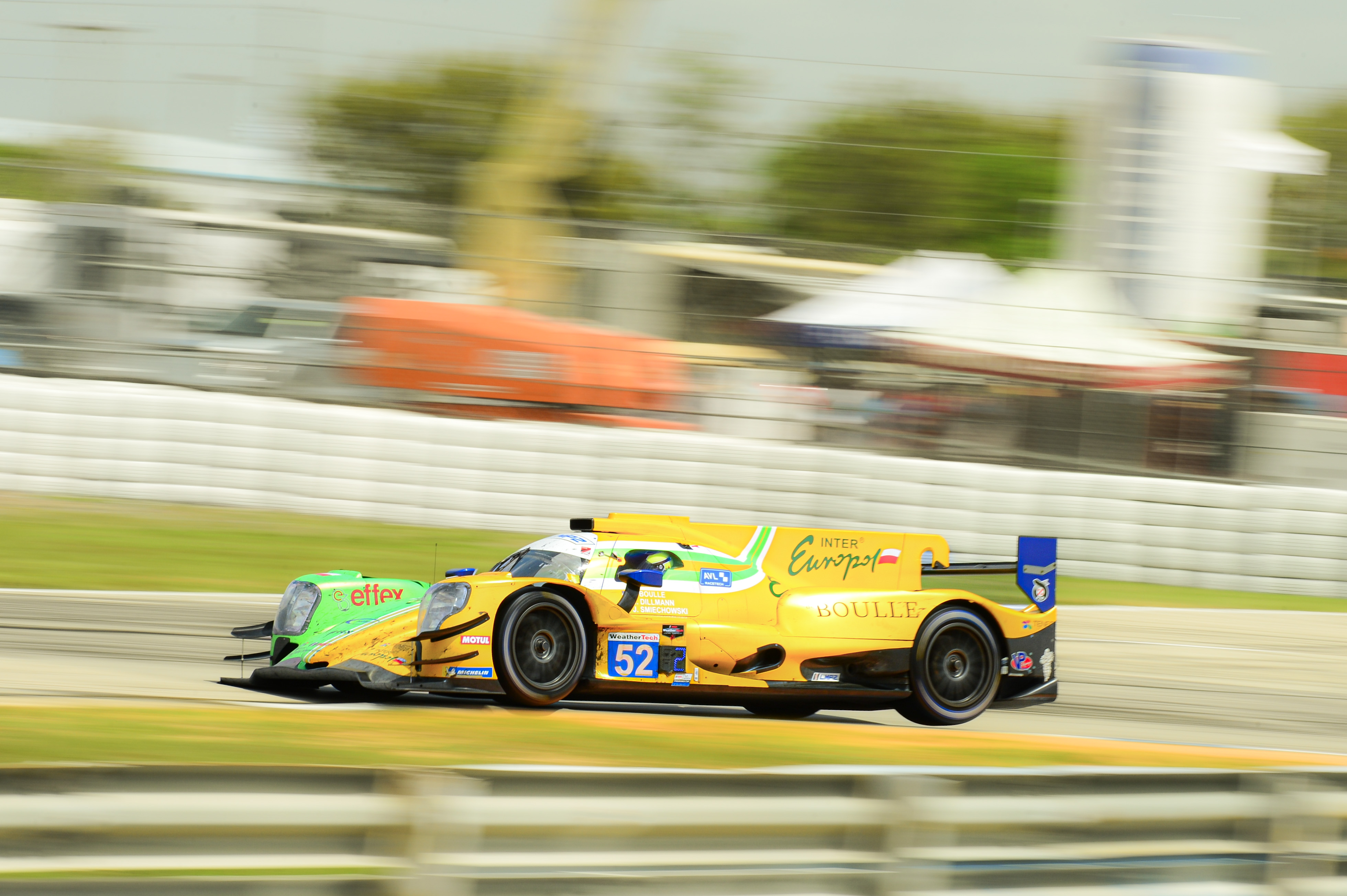
L'Oreca 07 de l'écurie Inter Europol par PR1 Mathiasen lors des 12 Heures de Sebring

La classe LMP2 est composée de voitures répondant à la réglementation LMP2 mise en place par l'ACO et la FIA pour le championnat du monde d'endurance FIA, c'est-à-dire comportant un châssis Dallara, Ligier, Oreca ou Riley Technologies, équipé d'un moteur V8 atmosphérique Gibson. Il n'y a pas de BOP dans cette catégorie.
Les pneus Michelin sont utilisés par toutes les voitures.
Cette classe étant une classe Pro-Am c'est-à-dire mélangeant pilotes professionnels et amateurs, chaque voiture ne doit pas être pilotée par plus de deux pilotes de catégories Platinium ou Or sur les courses longues, et doit être pilotée par au moins un pilote Argent ou Bronze sur les autres courses. Le départ doit obligatoirement être pris par le pilote Bronze ou Argent.
| No.  | Pays                    | Écurie                                      | Voiture        | Pilotes                       | Pilotes                     | Pilotes                      | Pilotes                    |
| LMP2 | LMP2                    | LMP2                                        | LMP2           | LMP2                          | LMP2                        | LMP2                         | LMP2                       |
| ---- | ----------------------- | ------------------------------------------- | -------------- | ----------------------------- | --------------------------- | ---------------------------- | -------------------------- |
| 2    |                         | United Autosports USA                       | Oreca 07       | Ben Hanley (1-2, 6-7)         | Ben Keating (1-2, 6-7)      | Nico Pino (1-2, 6)           | Pato O'Ward (1)            |
| 04   |                         | CrowdStrike Racing by APR                   | Oreca 07       | Colin Braun (1-2, 6-7)        | George Kurtz (1-2, 6-7)     | Toby Sowery (en) (1-2, 6)    | Malthe Jakobsen (1)        |
| 8    |                         | Tower Motorsports                           | Oreca 07       | John Farano (1-2, 6-7)        | Michael Dinan (en) (1-2, 6) | Ferdinand Habsburg (1)       | Scott McLaughlin (1)       |
| 8    | Charlie Eastwood (2, 6) | Tower Motorsports                           | Oreca 07       | Renger van der Zande (7)      |                             |                              |                            |
| 11   |                         | TDS Racing                                  | Oreca 07       | Steven Thomas (1-2, 6-7)      | Mikkel Jensen (1-2, 6)      | Hunter McElrea (en) (1-2, 6) | Charles Milesi (1)         |
| 11   | Scott Huffaker (en) (7) | TDS Racing                                  | Oreca 07       |                               |                             |                              |                            |
| 18   |                         | Era Motorsport                              | Oreca 07       | Ryan Dalziel (1-2, 6-7)       | Dwight Merriman (1-2, 6)    | Connor Zilisch (en) (1-2, 6) | Christian Rasmussen (1)    |
| 18   | Stuart Wiltshire (7)    | Era Motorsport                              | Oreca 07       |                               |                             |                              |                            |
| 20   |                         | MDK par High Class Racing                   | Oreca 07       | Dennis Andersen (1-2, 6-7)    | Seth Lucas (en) (1-2, 6-7)  | Laurents Hörr (1-2)          | Scott Huffaker (en) (1, 6) |
| 22   |                         | United Autosports USA                       | Oreca 07       | Dan Goldburg (1-2, 6-7)       | Paul di Resta (1-2, 6)      | Bijoy Garg (en) (1-2, 6)     | Felix Rosenqvist (1)       |
| 22   | Filipe Albuquerque (7)  | United Autosports USA                       | Oreca 07       |                               |                             |                              |                            |
| 33   |                         | Sean Creech Motorsport                      | Ligier JS P217 | João Barbosa (1-2, 6-7)       | Lance Willsey (1-2, 6-7)    | Jonny Edgar (1-2, 6)         | Nolan Siegel (en) (1)      |
| 52   |                         | Inter Europol par PR1 Mathiasen Motorsports | Oreca 07       | Nick Boulle (1-2, 6-7)        | Tom Dillmann (1-2, 6-7)     | Jakub Śmiechowski (1-2, 6)   | Pietro Fittipaldi (1)      |
| 74   |                         | Riley                                       | Oreca 07       | Felipe Fraga (1-2, 6-7)       | Gar Robinson (1-2, 6-7)     | Josh Burdon (1-2, 6)         | Felipe Massa (1)           |
| 81   |                         | DragonSpeed                                 | Oreca 07       | Eric Lux (1, 6)               | James Allen (1)             | Sebastián Álvarez (en) (1)   | Kyffin Simpson (1)         |
| 81   | Rasmus Lindh (2, 6)     | DragonSpeed                                 | Oreca 07       | Henrik Hedman (2)             | Malthe Jakobsen (2)         | Nicolás Varrone (en) (7)     |                            |
| 88   |                         | Richard Mille AF Corse                      | Oreca 07       | Luís Pérez Companc (1-2, 6-7) | Nicklas Nielsen (1-2, 6)    | Lilou Wadoux (1-2, 6)        | Matthieu Vaxiviere (1)     |
| 88   | Pipo Derani (7)         | Richard Mille AF Corse                      | Oreca 07       |                               |                             |                              |                            |
| 99   |                         | AO Racing                                   | Oreca 07       | Matthew Brabham (1-2, 6)      | Paul-Loup Chatin (1-2, 6)   | P. J. Hyett (en) (1-2, 6-7)  | Alex Quinn (1)             |
| 99   | Louis Delétraz (7)      | AO Racing                                   | Oreca 07       |                               |                             |                              |                            |

### GT Daytona Pro

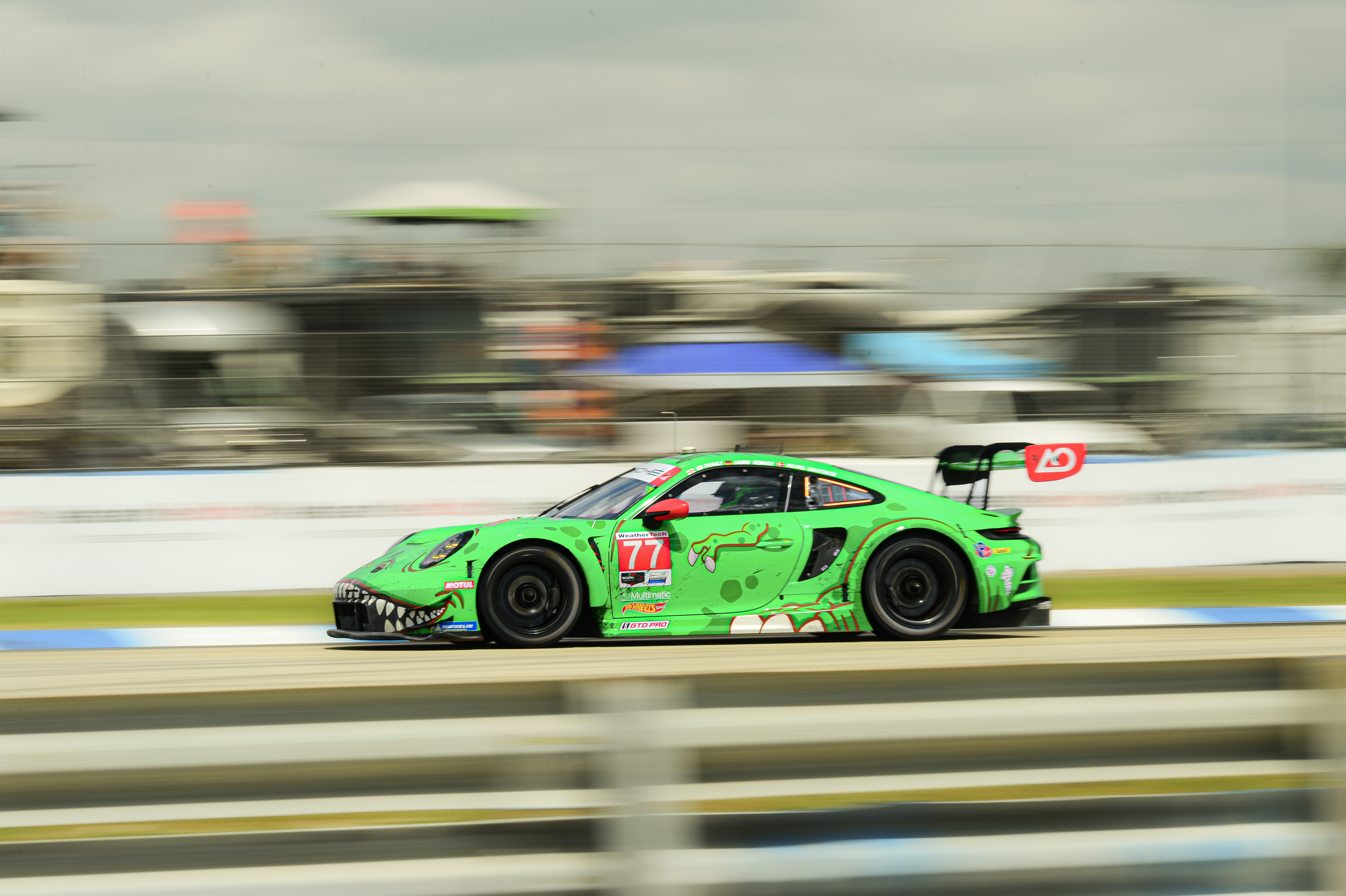
La Porsche 911 GT3 R (992) de l'écurie AO Racing lors des 12 Heures de Sebring

La classe GT Daytona est composée de voitures correspondant à la réglementation GT3 mise en place par la FIA. Les constructeurs Aston Martin, Audi, Bentley, BMW, Callaway, Ferrari, Honda, Lamborghini, Lexus, McLaren, Mercedes, Nissan et Porsche ont des voitures qui répondent au règlement mis en place.
Une Balance des Performances (BOP) est mise en place par l'IMSA afin d'harmoniser les performances des voitures. Les pneus Michelin sont utilisés par toutes les voitures.
| No.     | Pays                 | Écurie                                      | Voiture                      | Pilotes                      | Pilotes                           | Pilotes                   | Pilotes                   |
| GTD Pro | GTD Pro              | GTD Pro                                     | GTD Pro                      | GTD Pro                      | GTD Pro                           | GTD Pro                   | GTD Pro                   |
| ------- | -------------------- | ------------------------------------------- | ---------------------------- | ---------------------------- | --------------------------------- | ------------------------- | ------------------------- |
| 1       |                      | Paul Miller Racing                          | BMW M4 GT3                   | Bryan Sellers (1-2, 4-7)     | Madison Snow (1-2, 4-7)           | Neil Verhagen (1-2, 6)    | Sheldon van der Linde (1) |
| 3       |                      | Corvette Racing by Pratt Miller Motorsports | Chevrolet Corvette Z06 GT3.R | Antonio García (1-2, 4-7)    | Alexander Sims (1-2, 4-7)         | Daniel Juncadella (1-2)   |                           |
| 4       |                      | Corvette Racing by Pratt Miller Motorsports | Chevrolet Corvette Z06 GT3.R | Nicky Catsburg (1-2, 4-7)    | Tommy Milner (1-2, 4-7)           | Earl Bamber (1-2)         |                           |
| 9       |                      | Pfaff Motorsports                           | McLaren 720S GT3             | Oliver Jarvis (1-2, 4-7)     | Marvin Kirchhöfer (1-2, 4-7)      | James Hinchcliffe (1-2)   | Alexander Rossi (1)       |
| 14      |                      | Vasser Sullivan                             | Lexus RC F GT3               | Ben Barnicoat (1-2, 4-7)     | Jack Hawksworth (1-2, 4-7)        | Kyle Kirkwood (1-2)       | Mike Conway (1)           |
| 15      |                      | Vasser Sullivan                             | Lexus RC F GT3               | Frankie Montecalvo (5)       | Parker Thompson (en) (5)          |                           |                           |
| 19      |                      | Iron Lynx                                   | Lamborghini Huracán GT3 EVO2 | Jordan Pepper (1-2, 6)       | Franck Perera (1-2, 6)            | Mirko Bortolotti (1-2)    | Andrea Caldarelli (1)     |
| 23      |                      | Heart of Racing Team                        | Aston Martin Vantage AMR GT3 | Ross Gunn (en) (1-2, 4-7)    | Mario Farnbacher (1-2, 4, 7)      | Alex Riberas (1-2, 5-6)   |                           |
| 35      |                      | Conquest Racing                             | Ferrari 296 GT3              | Albert Costa (5)             | Daniel Serra (5)                  |                           |                           |
| 60      |                      | Iron Lynx                                   | Lamborghini Huracán GT3 EVO2 | Matteo Cressoni (1-2)        | Claudio Schiavoni (1-2)           | Matteo Cairoli (1)        | Romain Grosjean (1)       |
| 60      | Leonardo Pulcini (2) | Iron Lynx                                   | Lamborghini Huracán GT3 EVO2 |                              |                                   |                           |                           |
| 62      |                      | Risi Competizione                           | Ferrari 296 GT3              | Davide Rigon (1-2, 6)        | Daniel Serra (1-2, 6)             | James Calado (1-2)        | Alessandro Pier Guidi (1) |
| 64      |                      | Ford Multimatic Motorsports                 | Ford Mustang GT3             | Mike Rockenfeller (1-2, 4-7) | Harry Tincknell (1-2, 4-7)        | Christopher Mies (1-2)    |                           |
| 65      |                      | Ford Multimatic Motorsports                 | Ford Mustang GT3             | Joey Hand (1-2, 4-7)         | Dirk Müller (1-2, 4-7)            | Frédéric Vervisch (1-2)   |                           |
| 75      |                      | Sun Energy 1                                | Mercedes-AMG GT3             | Maro Engel (1)               | Jules Gounon (1)                  | Kenny Habul (1)           | Luca Stolz (en) (1)       |
| 77      |                      | AO Racing                                   | Porsche 911 GT3 R (992)      | Laurin Heinrich (1-2, 4-7)   | Sebastian Priaulx (en) (1-2, 4-7) | Michael Christensen (1-2) |                           |

### GT Daytona
La classe GT Daytona est composée de voitures correspondant à la réglementation GT3 mise en place par la FIA. Les constructeurs Aston Martin, Audi, Bentley, BMW, Callaway, Ferrari, Honda, Lamborghini, Lexus, McLaren, Mercedes, Nissan, et Porsche, ont des voitures qui répondent au règlement mis en place.
Une Balance des Performances (BOP) est mise en place par l'IMSA afin d'harmoniser les performances des voitures. Les pneus Michelin sont utilisés par toutes les voitures.
Cette classe étant une classe Pro-Am, chaque voiture ne doit pas être pilotée par plus de deux pilotes Platinium ou Or sur les courses longues, et doivent être pilotées par au moins un pilote Argent ou Bronze sur les autres courses. Le départ doit obligatoirement être pris par le pilote Bronze ou Argent.
| No. | Pays                      | Écurie                       | Voiture                      | Pilotes                          | Pilotes                            | Pilotes                      | Pilotes                           |
| GTD | GTD                       | GTD                          | GTD                          | GTD                              | GTD                                | GTD                          | GTD                               |
| --- | ------------------------- | ---------------------------- | ---------------------------- | -------------------------------- | ---------------------------------- | ---------------------------- | --------------------------------- |
| 12  |                           | Vasser Sullivan              | Lexus RC F GT3               | Frankie Montecalvo (1-4, 6-7)    | Parker Thompson (en) (1-2, 4, 6-7) | Aaron Telitz (1-2, 6)        | Ritomo Miyata (1)                 |
| 12  | Jack Hawksworth (3)       | Vasser Sullivan              | Lexus RC F GT3               |                                  |                                    |                              |                                   |
| 13  |                           | AWA                          | Chevrolet Corvette Z06 GT3.R | Matthew Bell (1-4, 6-7)          | Orey Fidani (1-4, 6-7)             | Lars Kern (1-2, 6)           | Alex Lynn (1)                     |
| 17  |                           | AWA                          | Chevrolet Corvette Z06 GT3.R | Anthony Mantella (1-2)           | Thomas Merrill (en) (1-2)          | Nicolás Varrone (en) (1-2)   | Charlie Eastwood (1)              |
| 21  |                           | AF Corse                     | Ferrari 296 GT3              | François Hériau (1-2, 6)         | Simon Mann (1-2, 6)                | Miguel Molina (1-2, 6)       | Kei Cozzolino (1)                 |
| 023 |                           | Triarsi Competizione         | Ferrari 296 GT3              | Alessio Rovera (1-2, 6)          | Charlie Scardina (1-2, 6)          | Onofrio Triarsi (1-2, 6)     | Riccardo Agostini (en) (1)        |
| 27  |                           | Heart of Racing Team         | Aston Martin Vantage AMR GT3 | Roman De Angelis (en) (1-4, 6-7) | Ian James (1-2, 6)                 | Zacharie Robichon (1-2, 6)   | Marco Sørensen (1)                |
| 27  | Spencer Pumpelly (3-4, 7) | Heart of Racing Team         | Aston Martin Vantage AMR GT3 |                                  |                                    |                              |                                   |
| 28  |                           | Flying Lizard Motorsports    | Aston Martin Vantage AMR GT3 | Andy Lee (3)                     | Elias Sabo (3)                     |                              |                                   |
| 32  |                           | Korthoff Preston Motorsports | Mercedes-AMG GT3             | Mikaël Grenier (1-4, 6-7)        | Mike Skeen (en) (1-4, 6-7)         | Kenton Koch (en) (1-2, 6)    | Maximilian Götz (1)               |
| 34  |                           | Conquest Racing              | Ferrari 296 GT3              | Albert Costa (1-4, 6-7)          | Manny Franco (1-4, 6-7)            | Cédric Sbirrazzuoli (1-2, 6) | Alessandro Balzan (1)             |
| 43  |                           | Andretti Autosport           | Porsche 911 GT3 R (992)      | Jarett Andretti (en) (1-2, 6)    | Gabby Chaves (1-2, 6)              | Scott Hargrove (1-2, 6)      | Thomas Preining (1)               |
| 44  |                           | Magnus Racing                | Aston Martin Vantage AMR GT3 | Andy Lally (1-2, 6)              | John Potter (1-2, 6)               | Spencer Pumpelly (1-2, 6)    | Nicki Thiim (1)                   |
| 45  |                           | WTR Andretti                 | Lamborghini Huracán GT3 EVO2 | Danny Formal (1-4, 6-7)          | Kyle Marcelli (en) (1-4, 6-7)      | Graham Doyle (1-2, 6)        | Ashton Harrison (1)               |
| 47  |                           | Cetilar Racing               | Ferrari 296 GT3              | Antonio Fuoco (1-2, 6)           | Roberto Lacorte (1-2, 6)           | Giorgio Sernagiotto (1-2, 6) | Eddie Cheever III (en) (1)        |
| 55  |                           | Proton Competition           | Ford Mustang GT3             | Giammarco Levorato (1-4, 6-7)    | Corey Lewis (1-4, 6-7)             | Ryan Hardwick (1-2, 6)       | Dennis Olsen (1)                  |
| 57  |                           | Winward Racing               | Mercedes-AMG GT3             | Philip Ellis (1-4, 6-7)          | Russell Ward (en) (1-4, 6-7)       | Indy Dontje (en) (1-2, 6)    | Daniel Morad (1)                  |
| 66  |                           | Gradient Racing              | Acura NSX GT3                | Sheena Monk (1-4, 6-7)           | Tatiana Calderón (1-2, 6)          | Katherine Legge (1-2)        | Stevan McAleer (en) (1, 3-4, 6-7) |
| 70  |                           | Inception Racing             | McLaren 720S GT3             | Brendan Iribe (1-4, 6-7)         | Frederik Schandorff (1-4, 6-7)     | Ollie Millroy (1-2, 6)       | Tom Gamble (1)                    |
| 78  |                           | Forte Racing (en)            | Lamborghini Huracán GT3 EVO2 | Misha Goikhberg (1-4, 6-7)       | Loris Spinelli (pl) (1-4, 6-7)     | Devlin DeFrancesco (1-2, 6)  | Sandy Mitchell (en) (1)           |
| 80  |                           | Lone Star Racing             | Mercedes-AMG GT3             | Rui Andrade (1-2, 6)             | Scott Andrews (1-2, 6)             | Salih Yoluç (1-2, 6)         | Adam Christodoulou (1)            |
| 83  |                           | Iron Dames                   | Lamborghini Huracán GT3 EVO2 | Sarah Bovy (1-2, 6)              | Rahel Frey (1-2, 6)                | Michelle Gatting (1-2, 6)    | Doriane Pin (1)                   |
| 86  |                           | MDK Motorsports              | Porsche 911 GT3 R (992)      | Anders Fjordbach (1-4, 6-7)      | Kerong Li (1-4, 6-7)               | Klaus Bachler (1-2, 6)       | Larry ten Voorde (en) (1)         |
| 89  |                           | Vasser Sullivan              | Lexus RC F GT3               | Ben Barnicoat (3)                | Parker Thompson (en) (3)           |                              |                                   |
| 92  |                           | KellyMoss with Riley         | Porsche 911 GT3 R (992)      | Julien Andlauer (1)              | David Brule (1)                    | Trent Hindman (1)            | Alec Udell (en) (1)               |
| 96  |                           | Turner Motorsport            | BMW M4 GT3                   | Robby Foley (1-4, 6-7)           | Patrick Gallagher (en) (1-4, 6-7)  | Jake Walker (1-2, 6)         | Jens Klingmann (1)                |
| 120 |                           | Wright Motorsport            | Porsche 911 GT3 R (992)      | Adam Adelson (1-4, 6)            | Jan Heylen (1-2, 6)                | Elliott Skeer (1-4, 6)       | Frédéric Makowiecki (1)           |

## Résultats
Les vainqueurs du classement général de chaque manche sont inscrits en caractères gras.
| Numéro | Course                      | Grand Touring Prototype (GTP)                          | Le Mans Prototype 2 (LMP2)                                           | GT Daytona (Pro)                                             | GT Daytona                                                   | Résultats |
| Numéro | Course                      | Écurie victorieuse                                     | Écurie victorieuse                                                   | Écurie victorieuse                                           | Écurie victorieuse                                           | Résultats |
| Numéro | Course                      | Pilotes victorieux                                     | Pilotes victorieux                                                   | Pilotes victorieux                                           | Pilotes victorieux                                           | Résultats |
| ------ | --------------------------- | ------------------------------------------------------ | -------------------------------------------------------------------- | ------------------------------------------------------------ | ------------------------------------------------------------ | --------- |
| 1      | Daytona                     | no 7 Porsche Penske Motorsport                         | no 18 Era Motorsport                                                 | no 62 Risi Competizione                                      | no 57 Winward Racing                                         | Résultats |
| 1      | Daytona                     | Dane Cameron Matt Campbell Felipe Nasr Josef Newgarden | Ryan Dalziel Dwight Merriman Christian Rasmussen Connor Zilisch (en) | James Calado Alessandro Pier Guidi Davide Rigon Daniel Serra | Indy Dontje (en) Philip Ellis Daniel Morad Russell Ward (en) | Résultats |
| 2      | Sebring                     | no 40 Wayne Taylor Racing avec Andretti                | no 18 Era Motorsport                                                 | no 14 Vasser Sullivan                                        | no 57 Winward Racing                                         | Résultats |
| 2      | Sebring                     | Louis Delétraz Colton Herta Jordan Taylor              | Ryan Dalziel Dwight Merriman Connor Zilisch (en)                     | Ben Barnicoat Jack Hawksworth Kyle Kirkwood                  | Indy Dontje (en) Philip Ellis Russell Ward (en)              | Résultats |
| 3      | Long Beach                  | no 01 Cadillac Racing                                  | N'y participent pas                                                  | N'y participent pas                                          | no 89 Vasser Sullivan                                        | Résultats |
| 3      | Long Beach                  | Sébastien Bourdais Renger van der Zande                | N'y participent pas                                                  | N'y participent pas                                          | Ben Barnicoat Parker Thompson                                | Résultats |
| 4      | Laguna Seca                 | no 6 Porsche Penske Motorsport                         | N'y participent pas                                                  | no 77 AO Racing                                              | no 57 Winward Racing                                         | Résultats |
| 4      | Laguna Seca                 | Mathieu Jaminet Nick Tandy                             | N'y participent pas                                                  | Laurin Heinrich Sebastian Priaulx (en)                       | Philip Ellis Russell Ward (en)                               | Résultats |
| 5      | Détroit                     | no 10 Wayne Taylor Racing avec Andretti                | N'y participent pas                                                  | no 77 AO Racing                                              | N'y participent pas                                          | Résultats |
| 5      | Détroit                     | Filipe Albuquerque Ricky Taylor                        | N'y participent pas                                                  | Laurin Heinrich Sebastian Priaulx (en)                       | N'y participent pas                                          | Résultats |
| 6      | Watkins Glen                | no 7 Porsche Penske Motorsport                         | no 88 Richard Mille AF Corse                                         | no 23 Heart of Racing Team                                   | no 57 Winward Racing                                         | Résultats |
| 6      | Watkins Glen                | Dane Cameron Felipe Nasr                               | Nicklas Nielsen Luís Pérez Companc Lilou Wadoux                      | Ross Gunn (en) Alex Riberas                                  | Indy Dontje (en) Philip Ellis Russell Ward (en)              | Résultats |
| 7      | Mosport                     | N'y participent pas                                    | no 52 Inter Europol par PR1 Mathiasen Motorsports                    | no 3 Corvette Racing by Pratt Miller Motorsports             | no 27 Heart of Racing Team                                   | Résultats |
| 7      | Mosport                     | N'y participent pas                                    | Nick Boulle Tom Dillmann                                             | Antonio García Alexander Sims                                | Roman De Angelis (en) Spencer Pumpelly                       | Résultats |
| 8      | Road America                | no 6 Porsche Penske Motorsport                         | no 2 United Autosports USA                                           | no 35 Conquest Racing                                        | no 96 Turner Motorsport                                      | Résultats |
| 8      | Road America                | Mathieu Jaminet Nick Tandy                             | Ben Hanley Ben Keating                                               | Giacomo Altoè (en) Daniel Serra                              | Robby Foley Patrick Gallagher (en)                           | Résultats |
| 9      | VIR                         | N'y participent pas                                    | N'y participent pas                                                  | no 1 Paul Miller Racing                                      | no 32 Korthoff/Preston Motorsports                           | Résultats |
| 9      | VIR                         | N'y participent pas                                    | N'y participent pas                                                  | Bryan Sellers Madison Snow                                   | Mikaël Grenier Kenton Koch (en)                              | Résultats |
| 10     | Indianapolis Motor Speedway | no 24 BMW M Team RLL                                   | no 11 TDS Racing                                                     | no 77 AO Racing                                              | no 120 Wright Motorsports                                    | Résultats |
| 10     | Indianapolis Motor Speedway | Philipp Eng Jesse Krohn                                | Mikkel Jensen Hunter McElrea (en) Steven Thomas                      | Michael Christensen Laurin Heinrich                          | Adam Adelson Jan Heylen Elliott Skeer                        | Résultats |
| 11     | Road Atlanta                | no 01 Cadillac Racing                                  | no 11 TDS Racing                                                     | no 19 Iron Lynx                                              | no 34 Conquest Racing                                        | Résultats |
| 11     | Road Atlanta                | Sébastien Bourdais Renger van der Zande Scott Dixon    | Mikkel Jensen Hunter McElrea (en) Steven Thomas                      | Franck Perera Jordan Pepper Mirko Bortolotti                 |                                                              | Résultats |

## Classement

### Attribution des points
Les points du championnat sont attribués dans chaque classe à l'arrivée de chaque épreuve. Les points sont alloués après les qualifications et la course en fonction des positions d'arrivée indiquées dans le tableau ci-dessous.
| Position       | 1   | 2   | 3   | 4   | 5   | 6   | 7   | 8   | 9   | 10  | 11  | 12  | 13  | 14  | 15  | 16  | 17  | 18  | 19  | 20  | 21  | 22 | 23 | 24 | 25 | 26 | 27 | 28 | 29 | 30+ |
| -------------- | --- | --- | --- | --- | --- | --- | --- | --- | --- | --- | --- | --- | --- | --- | --- | --- | --- | --- | --- | --- | --- | -- | -- | -- | -- | -- | -- | -- | -- | --- |
| Qualifications | 35  | 32  | 30  | 28  | 26  | 25  | 24  | 23  | 22  | 21  | 20  | 19  | 18  | 17  | 16  | 15  | 14  | 13  | 12  | 11  | 10  | 9  | 8  | 7  | 6  | 5  | 4  | 3  | 2  | 1   |
| Course         | 350 | 320 | 300 | 280 | 260 | 250 | 240 | 230 | 220 | 210 | 200 | 190 | 180 | 170 | 160 | 150 | 140 | 130 | 120 | 110 | 100 | 90 | 80 | 70 | 60 | 50 | 40 | 30 | 20 | 10  |

Points des pilotes
Des points sont attribués dans chaque classe à la fin de chaque épreuve.
Points des écuries
Les points des écuries sont calculés exactement de la même manière que les points des pilotes en utilisant le tableau de répartition des points. Chaque voiture inscrite est considérée comme sa propre « équipe », qu'il s'agisse d'une seule entrée ou d'une partie d'une équipe engageant deux voitures.
Points des constructeurs
Il existe également un championnat de constructeurs qui utilise le même tableau de répartition des points pour toute la saison. Les championnats constructeurs reconnus par l'IMSA sont les suivants:
Grand Touring Prototype (GTP) : Constructeur de châssis et de moteur
GT Daytona Pro (GTD Pro) : Constructeur automobile
GT Daytona (GTD) : Constructeur automobile
Chaque constructeur reçoit des points d'arrivée pour sa voiture la mieux classée dans chaque catégorie. Les positions des voitures suivantes provenant du même constructeur ne sont pas prises en compte, et tous les autres constructeurs montent dans le classement.
Exemple: Le constructeur A termine 1er et 2e lors d'un événement, et le constructeur B termine troisième. Le constructeur A reçoit 350 points de première place tandis que le constructeur B obtient 320 points de deuxième place.
Coupe d'Endurance d'Amérique du Nord
Le système de points de la Coupe d'Endurance d'Amérique du Nord est différent du système de points normal. Les points sont attribués selon un barème 5-4-3-2 que ce soit pour les pilotes, les équipes et les constructeurs. Ces points sont attribués de la façon suivante :
Daytona : Après 6h de course, 12h de course, 18h de course et à l'arrivée.
Sebring : Après 4h de course, 8h de course et à l'arrivée.
Watkins Glen : Après 3h de course et à l'arrivée.
Indianapolis Motor Speedway : Après 3h de course et à l'arrivée.
Petit Le Mans : Après 4h de course, 8h de course et à l'arrivée.